# Forráskút
Forráskút je vas na Madžarskem, ki upravno spada pod podregijo Mórahalmi Županije Csongrád.